# Otto Günsche
Otto Günsche (Jena, 24 settembre 1917 – Lohmar, 2 ottobre 2003) è stato un militare tedesco.
Membro delle SS con il grado di Sturmbannführer, servì come aiutante personale delle SS di Adolf Hitler a partire dal 1944.

## Biografia
Otto Günsche nacque a Jena, in Turingia, il 24 settembre 1917. Dopo aver lasciato il liceo all'età di 16 anni, si arruolò volontario nelle Leibstandarte SS Adolf Hitler e s'iscrisse al partito nazista il 1º luglio 1934. Incontrò Adolf Hitler per la prima volta nel 1936. Fu l'aiutante delle SS di Hitler dal 1940 al 1941. Dal 1º gennaio 1941 al 30 aprile 1942, frequentò l'accademia ufficiali delle SS. Combatté in prima linea come comandante di una compagnia di Panzergrenadier. Il 12 gennaio 1943, divenne aiutante personale di Hitler. Dall'agosto 1943 al 5 febbraio 1944, combatté sul fronte orientale e in Francia. Nel marzo 1944 fu nuovamente designato come aiutante personale di Hitler. Come aiutante personale appartenente alle SS di Hitler, fu anche membro del Führerbegleitkommando che forniva protezione personale a Hitler. Durante la guerra, uno o due aiutanti erano presenti con Hitler durante gli esami della situazione bellica. Fu presente il 20 luglio 1944 quando alcuni ufficiali tedeschi attentarono alla vita di Hitler nella Tana del Lupo, a Rastenburg. L'esplosione della bomba gli causò la rottura di un timpano e contusioni multiple.
Quando la fine del Terzo Reich divenne imminente, fu la persona alla quale il Führer chiese di assicurarsi che il suo corpo e quello di Eva Braun fossero bruciati dopo la loro morte. Fu di guardia al di fuori della stanza nella quale i due commisero il suicidio. In seguito, dopo essersi assicurato che i corpi sarebbero stati bruciati con della benzina fornita da Erich Kempka, l'autista di Hitler, lasciò il Führerbunker dopo la mezzanotte del 1º maggio. Fu catturato dalle truppe dell'Armata Rossa, che avevano ormai circondato la città, il 2 maggio 1945, e fu fatto volare fino a Mosca per essere interrogato dall'NKVD.
Fu imprigionato a Mosca e successivamente a Bautzen, nella Germania dell'Est, e fu liberato il 2 maggio 1956. Durante la sua prigionia fu lungamente interrogato (insieme a Heinz Linge) dall'NKVD e, con le loro testimonianze, venne stilato il dossier Hitler, destinato a Stalin. Tale dossier rimase a lungo segreto e verrà pubblicato nel 2005 in Germania, e tradotto anche in Italia nello stesso anno.
Decise di scappare nella Germania occidentale, dove fu arrestato e interrogato, e trovò poi lavoro nella Rowa-Wagner KG, rimanendo in contatto e amicizia con Gerda Christian, segretaria di Hitler e anche lei torturata dai sovietici.
Morì d'infarto nella sua casa di Lohmar, vicino a Bonn, nel 2003. Ebbe tre figli.

## Nella cultura di massa
Nel film del 2004 di Oliver Hirschbiegel, La caduta - Gli ultimi giorni di Hitler, è stato interpretato da Götz Otto.